# Kazuhisa Uchihashi

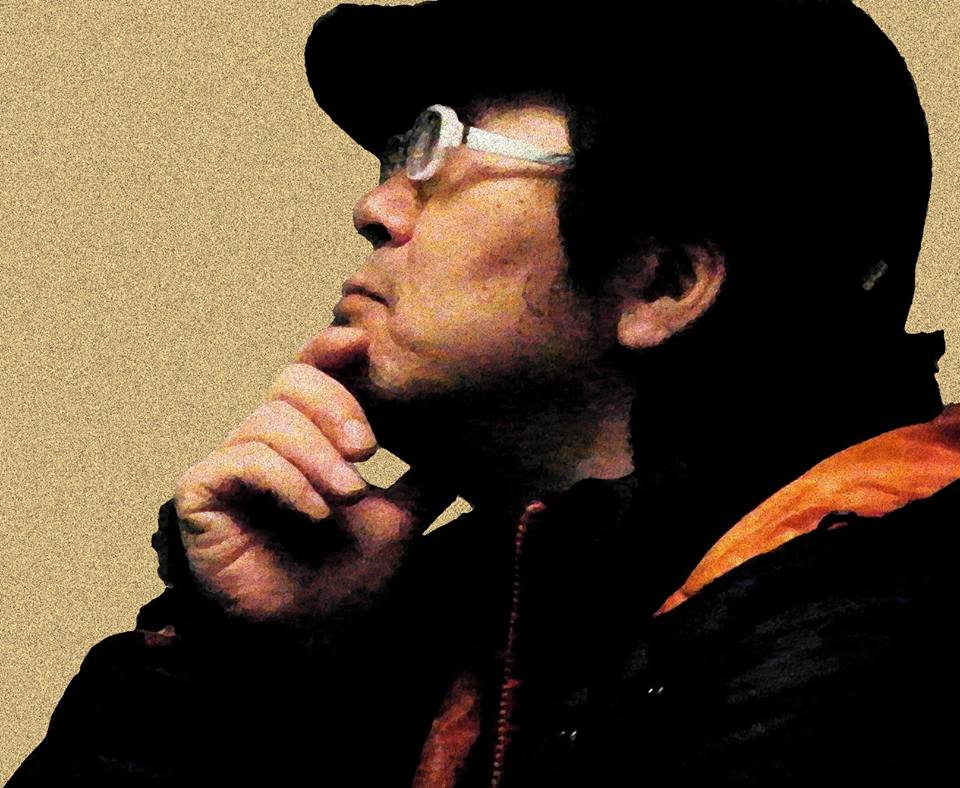
Kazuhisa Uchihashi (2011)

Kazuhisa Uchihashi (jap. 内橋 和久, Uchihashi Kazuhisa; * 14. November 1959 in der Präfektur Osaka) ist ein japanischer Improvisationsmusiker, Komponist, der E-Gitarre, aber auch Daxophon spielt. 

## Leben und Wirken
Uchihashi begann mit zwölf Jahren, Gitarre zu spielen und war zunächst in verschiedenen Folk und Rockbands zu hören, bevor er sich während des Studiums an der Osaka University of Foreign Languages für Jazz interessierte. Seit 1983 experimentierte er auf der elektrischen Gitarre mit dem Erzeugen von Klängen und begann, sich mit freier Improvisation zu beschäftigen.

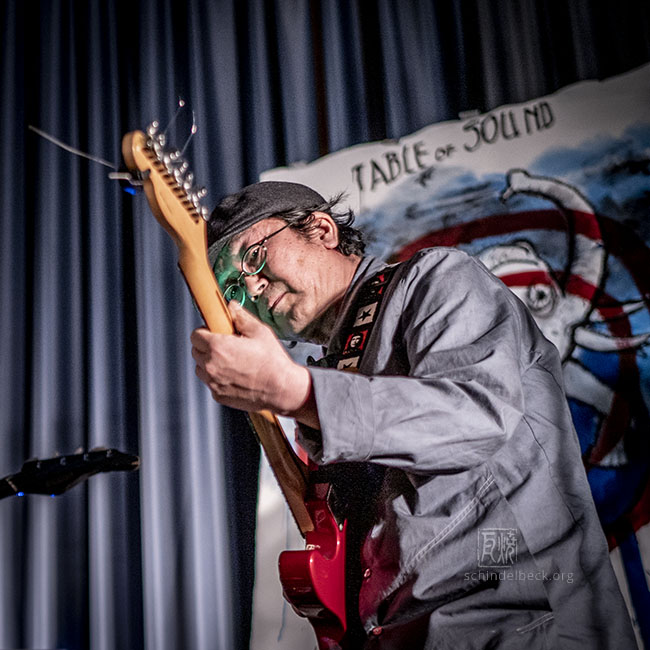
Kazuhisa Uchihashi, Freejazzfestival Saarbrücken 2022

1988 wurde er Mitglied des Improvisationsensembles The First Edition, das der Schlagzeuger Yasuhiro Yoshigaki gegründet hatte. Mit Yoshigaki und dem Bassisten Mitsuru Nasuno gründete er 1990 das Trio Altered States, das auch 2025 noch konzertierte, diverse Alben vorlegte und international auftrat. 1993 ging er erstmals mit Hans Reichel auf Tournee. Zwischen 1994 und 1997 war er zudem Mitglied von Yoshihide Otomos Ground Zero, mit der er mehrfach in Europa spielte. 1996 trat er auch mit dem Sänger Haco, Samm Bennett und Zeena Parkins auf. Weiterhin spielte er mit Musikern wie Alfred Harth, Mani Neumeier, Barre Phillips, Kang Tae Hwan, Wadada Leo Smith, Peter Brötzmann, Ned Rothenberg, Jon Rose, Shelley Hirsch, Lauren Newton, Joëlle Léandre, Fred Frith, Derek Bailey, Satoko Fujii und Elliott Sharp. Auch gründete er 1990 die Band Altered States und 1997 die Band  Phantasmagoria, mit der er bis 2000 drei Alben vorlegte. Mit Roger Turner und Chris Biscoe bildet er The Swipe Trio.

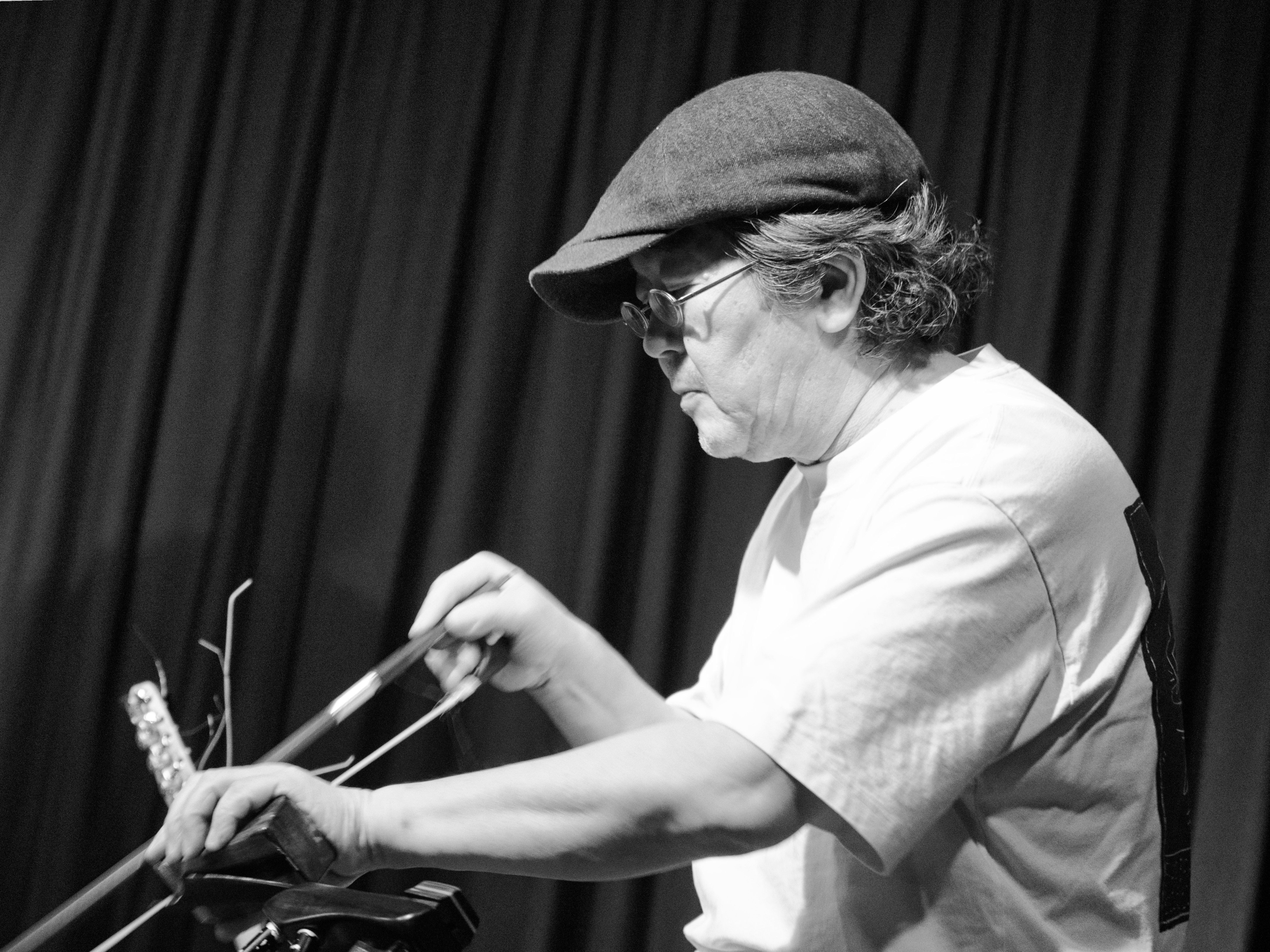
Kazuhisa Uchihashi am Daxophon, Club W71, 2025

Uchihashi ist zudem Mitglied in dem international besetzten Quartett The Expats. Mit Alfred Harth, Mitsuru Nasuno und Chris Cutler trat er 2015 auf dem Frankfurter Jazzfestival als Hope auf. Mit Masayo Koketsu, Keita Ito, Dairo Suga und Akira Sotoya bildete er das Quintett Band of EdeN; das gleichnamige Album erschien 2015. Daneben ist er an Soloprogrammen interessiert und hat bisher sechs, laut Allmusic hochgelobte Solo-Alben vorgelegt. Auch seine Duos mit Shelley Hirsch, Hideaki Sasaki und mit Shizuru Ohtaka sind mit jeweils durch mehrere Tonträger dokumentiert.
Uchihashi war zudem der Musikregisseur der Theatergruppe Ishinha und gründete sein eigenes Musiklabel, Innocent Records. Weiterhin kuratierte er seit 1996 das Festival Beyond Innocence in Osaka.